# Elvis Scott
Elvis Geovany Scott Ruiz (1 de agosto de 1978) é um futebolista profissional hondurenho que atua como atacante.

## Carreira
Elvis Scott fez parte do elenco da Seleção Hondurenha de Futebol nas Olimpíadas de 2000.